# Aseptis pluraloides
Aseptis pluraloides är en fjärilsart som beskrevs av Mcdunnough 1922. Aseptis pluraloides ingår i släktet Aseptis och familjen nattflyn. Inga underarter finns listade i Catalogue of Life.